# Axento
Axento är en svensk houseproducent- och DJ-grupp av Fredrik Lindblom och Joakim Daif. Deras debutsingel, "Lego", som släpptes den 14 maj 2012, blev en stor framgång. Deras andra singel, "We Live For", med sång av Erik Ekblad, släpptes den 23 november 2012.